# 玛农·芬斯特拉
玛农·芬斯特拉（荷蘭語：Manon Veenstra，1998年7月6日—），荷兰女子自行车运动员，2024年小轮车竞速世界杯女子精英组银牌得主、2024年夏季奥林匹克运动会女子小轮车竞速银牌得主。